# Atrichopogon sublimatus
Atrichopogon sublimatus är en tvåvingeart som beskrevs av Jean-Jacques Kieffer 1913. Atrichopogon sublimatus ingår i släktet Atrichopogon och familjen svidknott. Inga underarter finns listade i Catalogue of Life.